# Philip Adolphe Klier
Philip Adolphe Klier (ur. ok. 1845 w Bremie, zm. 27 marca 1911 w Jangon; znany również jako Philip Klier) – niemiecki fotograf, którego zdjęcia były robione w Birmie w okresie kolonialnym Wielkiej Brytanii. Jest uważany za jednego z najciekawszych fotografów Birmy tego okresu.

## Życie i praca

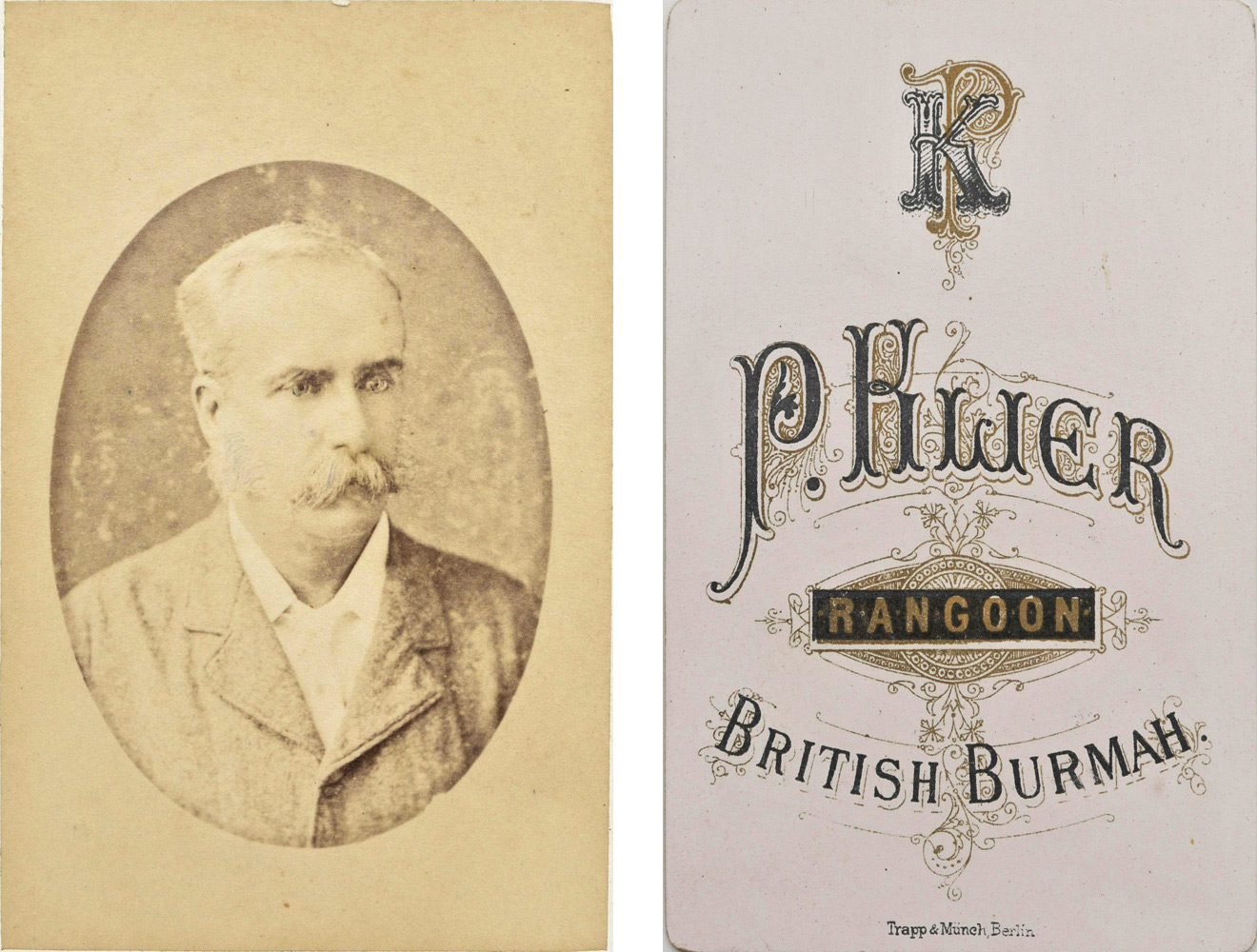
Portret nieznanego mężczyzny – Philip Klier, Rangun, Brytyjska Birma

Po emigracji z Niemiec do Birmy Brytyjskiej, Klier osiadł w Moulmein (obecnie Mawlamyine w stanie Mon) w 1865 roku zaczął pracować jako zegarmistrz w małej społeczności niemieckich fotografów, optyków i zegarmistrzów. Po 1880 roku przeniósł się do stolicy Rangunu, gdzie założył własną pracownię i znalazł większe szanse na sprzedaż swoich fotografii. Przez pięć lat po 1885 roku Klier tymczasowo związał się z J. Jacksonem, uznanym brytyjskim fotografem, ale potem kontynuował pracę samodzielnie.
Szeroka gama jego fotografii dokumentuje jego duże zainteresowanie życiem i kulturą Brytyjczyków, a także kulturą birmańską. Wiele jego fotografii zostało wydrukowanych jako odbitki albuminowe. Wraz z rozwojem technicznych możliwości fotografii rozwijało się jego podejście do przedstawiania tematów jego portretów: dwa portrety młodej Angielki wykonane około 1894 roku i zarchiwizowane w National Portrait Gallery w Londynie, czy Portret nieznanego mężczyzny zarchiwizowany obok jego wizytówki, świadczący o stylistyce portretowej z końca lat 90 XIX wieku, wyraźnie kontrastujący z jego późniejszymi portretami, takimi jak Zdjęcie birmańskiej damy z 1907 roku, z rozmytym tłem i wyraźnymi szczegółami jej osoby, ubrania lub biżuteria były na pierwszym planie.
Oprócz fotograficznych portretów Europejczyków lub scen ulicznych ruchliwych obszarów Rangun, Klier starannie wystawił i nagrał portrety Birmańczyków w tradycyjnych strojach. Interesował się również codziennymi scenami ulicznymi, dokumentując m.in. tradycyjnych muzyków tamtych czasów.

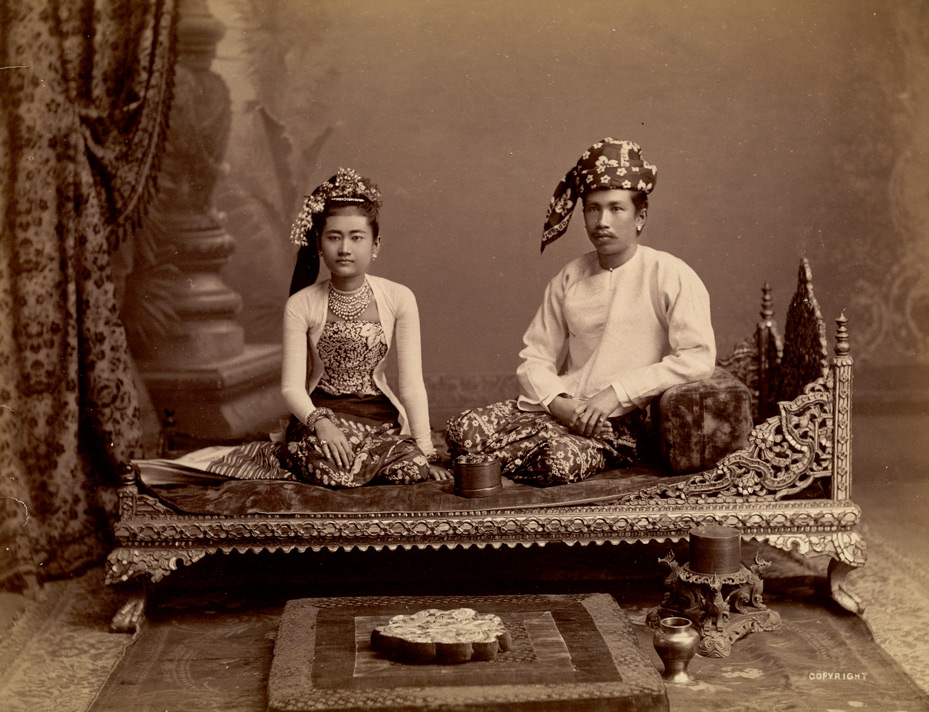
Birmańska para
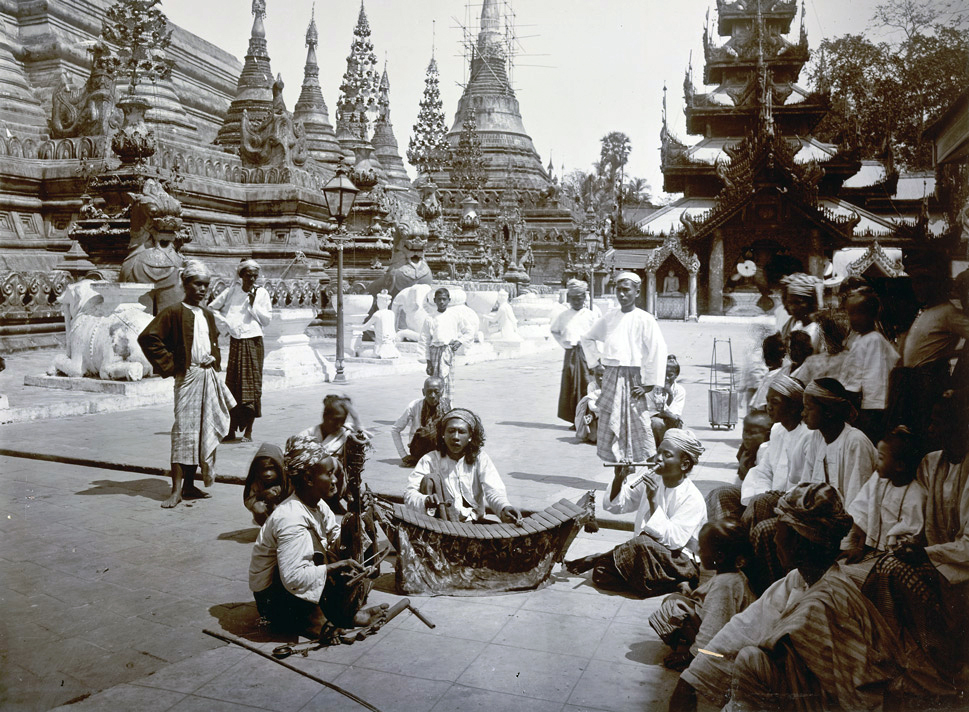
Birmańscy muzycy
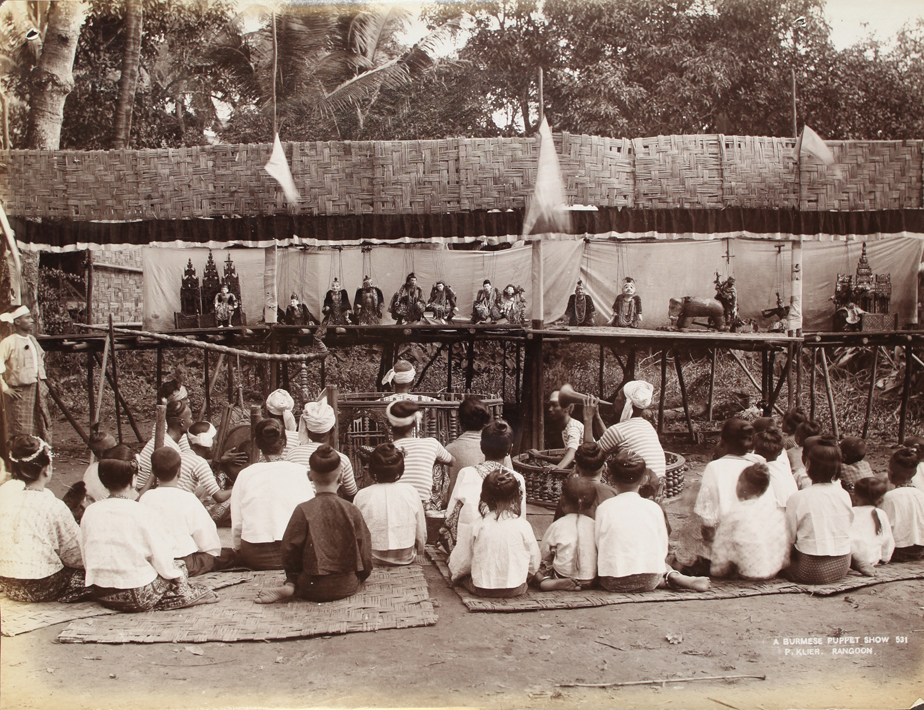
Tradycyjny birmański pokaz kukiełkowy
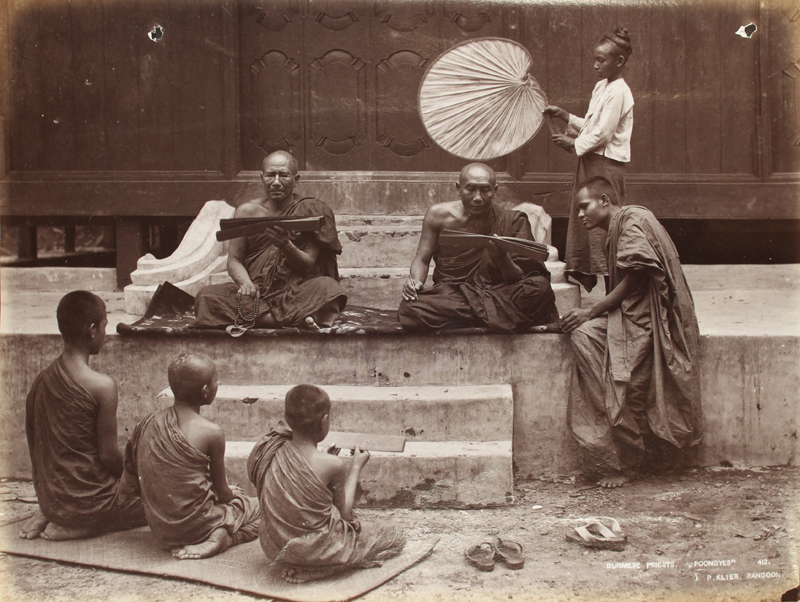
Birmańscy mnisi i nowicjusze
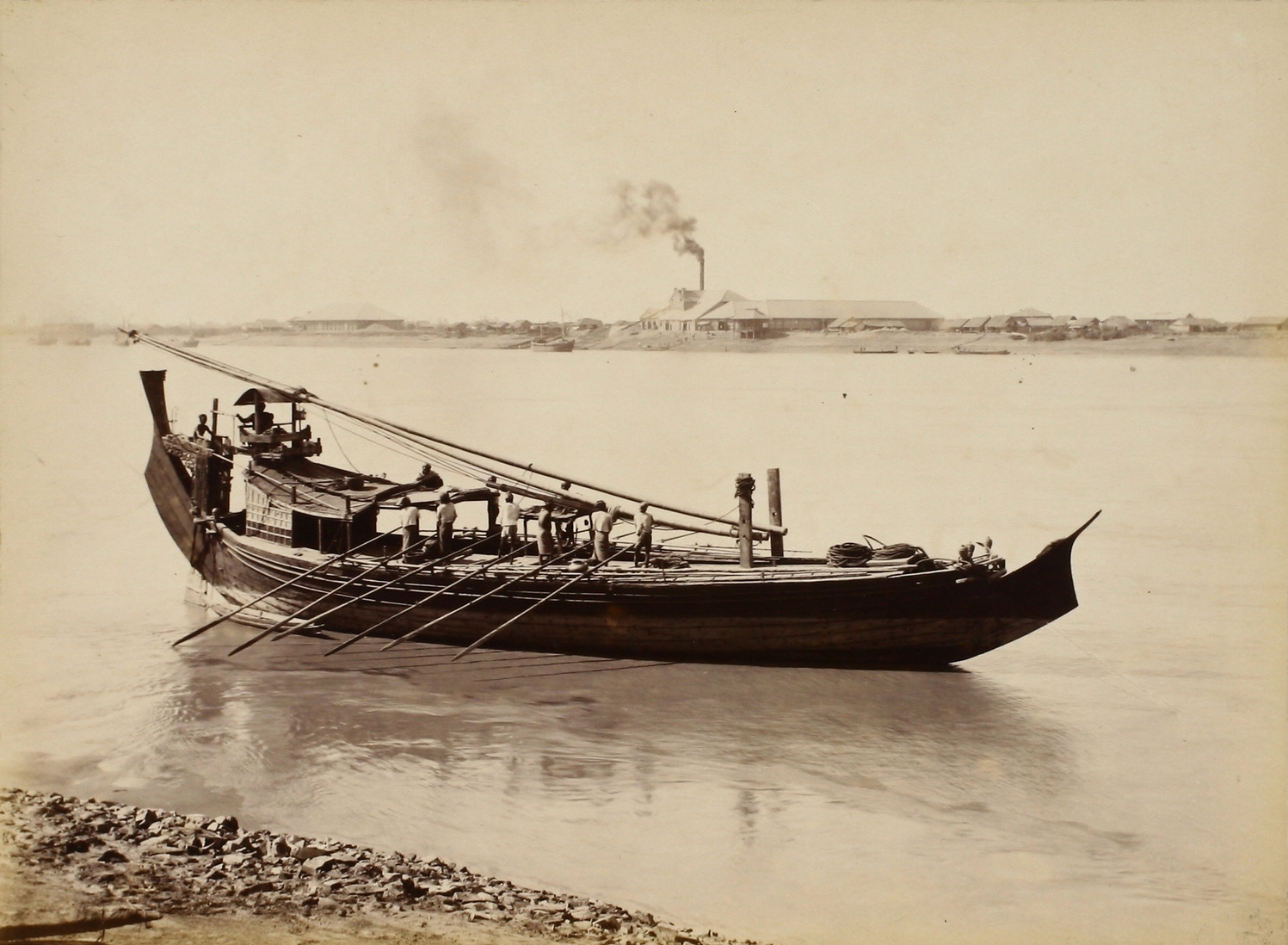
Fragment birmańskiej łodzi Paddy, 1907
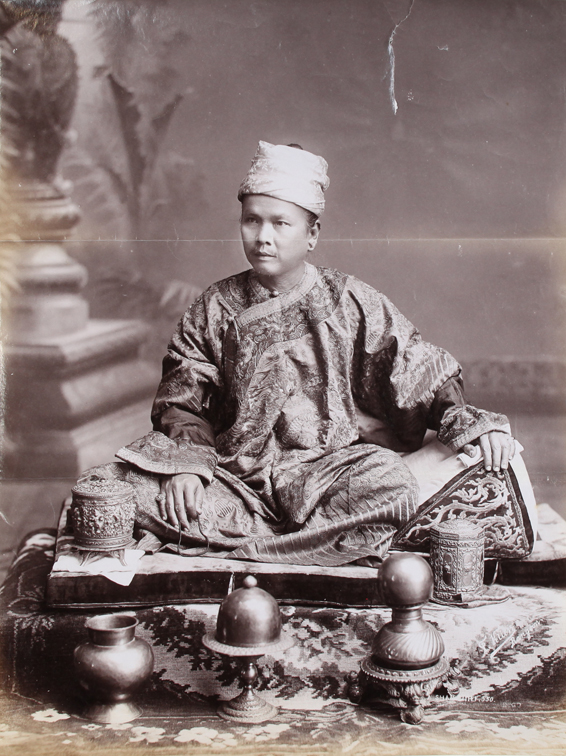
Wódz Shanów